# Pío Zabala y Lera
Pío Zabala y Lera (Zaragoza, 19 de noviembre de 1879 - Madrid, 1968) fue un historiador español e hijo de Manuel Zabala Urdániz. 
Fue diputado en las Cortes Españolas por Cuenca y ejerció diversos cargos en la administración pública en el seno del grupo maurista a partir de 1913. Publicó numerosas obras históricas desde 1906, basadas directamente en los archivos.
Fue rector de la Universidad de Madrid entre 1939 y 1952.
Fue miembro de la Real Academia de la Historia; vocal del consejo pleno del CSIC; miembro de los patronatos Raimundo Lulio y Marcelino Menéndez Pelayo; vicedirector del Instituto Jerónimo Zurita de Historia y director de la revista Hispania desde su fundación en 1940 hasta 1958.

## Obras
- España bajo los Borbones (Zaragoza, Institución Fernando el Católico, 2009).